# Castillo de Vila Nova de Cerveira
El castillo de Vila Nova de Cerveira es una construcción histórica portuguesa situada en Vila Nova de Cerveira, distrito de Viana do Castelo.
Baluarte de la frontera norte, delimitada por el curso del río Miño, su estructura se alza en su margen izquierdo, limítrofe con España, cubriendo la línea defensiva del Alto Miño, en el trecho comprendido entre el cañón del río a la altura de Caminha y la villa de Melgazo.
Está calificado como Inmueble de interés público desde 1974.

## Historia
La referencia más antigua de la defensa de la villa se encuentra en la Carta Foral otorgada por Sancho II de Portugal (1223-48) a la villa de Elvas (1229), en la que, entre los nobles que la subscriben se encuentra el de Pedro Novaes, alcalde del Castillo de Cerveira. Se cree que el castillo, construido en esa época, no pasaría de ser una torre defensiva.
En época de Dionisio I (1279-1325) se amplió la fortificación.
En plena crisis dinástica (1385) el alcalde y la población de la villa se mantuvieron leales al Reino de Castilla. Siendo condestable Nuno Álvares Pereira, quien volviendo de peregrinaje de Santiago de Compostela se dirigía a Vila Nova para someter a los insumisos, fue exhortado por los portugueses leales para que no les atacasen, consiguiendo así la sumisión de esa y otras tierras de la región al rey Juan I (1385-1433).
En 1471, Alfonso V de Portugal (1438-1481) recompensó al noble Leonel de Lima por sus campañas en el norte de África, otorgándole el título de primer señor de Vila Nova de Cerveira y luego el de vizconde en 1476. Este noble reforzó las defensas del castillo.
Durante la Guerra de Restauración de la Independencia portuguesa, la villa resistió, bajo el mando de Manuel de Souza Abreu, el asedio de las tropas españolas (1643), hazaña que repitió posteriormente, en el contexto de la Guerra de la Independencia, cuando impidió a las tropas napoleónicas al mando del general Soult (1809) atravesar ese tramo del río, obligándolas a rodearlo.
Las mejoras que fueron necesarias para la defensa ante los acontecimientos de 1643 y el crecimiento de la villa se remontan a la segunda mitad del siglo XVII. Realizada entre 1660 y 1665 a cargo de D. Diogo de Lima, VIII vizconde de Vila Nova de Cerveira, esta modernización incluyó la construcción de cinco baluartes salientes, adaptados al fuego de artillería, complementados con murallas intermedias y fosos que cubrían el perímetro urbano.
De esta época son las nuevas puertas de la ciudad: la "porta do Rio" (Oeste), la "porta de Trás da Igreja" (Este), la "porta da Campana" (Norte) y la "porta Nova" (en la salida a Gondarém). De esta época son también  la capilla de Nuestra Señora de Ajuda, construida en el interior del castillo junto a la puerta principal.
Durante el siglo XIX, el crecimiento de la ciudad provocó la absorción de sus defensas. Una de las pérdidas más importantes fue la de la torre del homenaje, parcialmente destruida (1844), seguida de la muralla norte, con la desaparición de la primitiva "porta da traição".

### Inmueble de interés público
En el siglo XX, el antiguo castillo fue catalogado como Inmueble de interés público mediante decreto publicado el 21 de diciembre de 1974 y rehabilitado, adaptando parcialmente sus instalaciones para uso hotelero en 1982, formando parte de la cadena "Pousadas de Portugal" hasta su cierre en 2008. Desde 2016 es propiedad del Estado portugués.

## Características
El edificio tiene planta ovalada, típica del estilo gótico, con muros de piedra coronados por  almenas, recorridas por un adarve reforzado por ocho cubos cuadrangulares, destacando los restos de uno de los antiguos matacanes y los restos de la antigua torre del homenaje. El acceso al castillo se realiza a través de dos puertas conectadas por una calle.
En su interior se encuentran los edificios del Ayuntamiento y la cárcel, la picota, la Iglésia de la Misericordia, los cuarteles, almacenes y el aljibe. En la entrada principal de la barbacana se encuentra la capilla de Nuestra Señora de Ajuda.
Los restos de las reformas del castillo del siglo XVII –baluartes, cuerpos de guardia y fosos– carecen de valor en su conjunto, habiendo sido parcialmente absorbidos por la expansión urbana a partir del siglo XIX.